# Ariel (keresztnév)
Az Ariel héber eredetű bibliai személy- és nemzetségnév, a  jelentése: Isten oroszlánja (אֲרִיאֵל Aríél). A Bibliában Isten tűzhelye értelemben is előfordul Jeruzsálem jelképes megnevezéseként. Női párja: Ariella

## Gyakorisága
Az 1990-es években igen ritka név, a 2000-es években nem szerepel a 100 leggyakoribb férfinév között.

## Névnapok
- április 11.[3]
- november 10.[3]

## Híres Arielek
- Ariel Hernández énekes, a No Mercy popegyüttes tagja
- Ariel Hernández Azcuy kubai ökölvívó
- Ariel Ortega argentin labdarúgó
- Aríél Sárón izraeli miniszterelnök
- Ariel Ramirez argentin zeneszerző  (Missa Criolla)

## Egyéb
- Ariel, A kis hableány (film, 1989), A kis hableány 2. – A tenger visszavár, A kis hableány 3. – A kezdet kezdete és A kis hableány (televíziós sorozat) főszereplője